# Kaga Fei Europe
KAGA FEI EUROPE GmbH (bis 29. Dezember 2020: Fujitsu Electronics Europe (FEEU); bis 1. Januar 2016: Fujitsu Semiconductor Europe) war eine Tochtergesellschaft des japanischen Halbleiterherstellers Fujitsu Electronics Inc. (FEI).
Über 30 Jahre entwickelte und vertrieb FEEU mit europäischem Hauptsitz in Langen eine breite Palette von Halbleiterprodukten im Bereich Automotive, Communications, Multimedia, Industrial und Graphics Solutions.
Daneben agierte Fujitsu Semiconductor als Auftragsfertiger (Foundry) für Halbleiterfirmen ohne eigene Fertigung.
Die frühere Fujitsu-Entwicklungsabteilung ist seit Februar 2015 in die beiden externen Firmen Cypress und Socionext übergegangen; mit Wirkung vom 28. Februar 2015 wechselten 195 Mitarbeiter zur neu gegründeten Socionext.
FEEU konzentrierte sich danach in seiner neuen Rolle als reine Distributonsgesellschaft auf den Vertrieb von Halbleitern und komplexen Elektroniklösungen.
Im September 2018 gaben die japanische Kaga Electronics Co., Ltd. und Fujitsu Semiconductor Limited bekannt, dass Kaga Electronics 70 % der Anteile an Fujitsu Electronics Inc. erwirbt. Kaga Electronics plant, die restlichen 30 % der von Fujitsu Semiconductor gehaltenen Anteile bis Ende 2021 zu übernehmen.
Seit dem 29. Dezember 2020 wird die Fujitsu Electronics Europe unter dem Namen KAGA FEI EUROPE GmbH weitergeführt.

## Standorte
- Langen bei Frankfurt am Main – Firmensitz
- Basiglio bei Mailand

## Produktsparten
- FRAM Memories
- GaN Transistors
- Custom SoCs, ASICs, Foundry Services
- Imaging & Graphics Solutions
- PCBs & Interconnect Technologies
- Advanced Packaging
- LEDs
- DC/DC Converter